# Ibrahim Jeilan
Ibrahim Jeilan Gashu (Bale, 12 giugno 1989) è un mezzofondista etiope.
Dopo aver vinto la medaglia d'argento ai Mondiali juniores, nella gara dei 3000 metri piani, raggiunse il primato nel suo paese nel 2006 vincendo il titolo nazionale sui 10000 metri piani e successivamente la medaglia d'oro ai Mondiali juniores sulla stessa distanza.
Ottenne successivamente il suo record personale correndo i 10000 m in 27'02"81, secondo miglior tempo di sempre per un atleta juniores dopo Samuel Wanjiru. Dopo una stagione 2007 in tono minore, ottenne i suoi maggiori successi nel 2008 ad iniziare dai Mondiali di corsa campestre per proseguire con la medaglia d'argento nei 10000 m ai Campionati africani e il classico Giro podistico internazionale di Castelbuono.
Nel 2011 ottiene la sua medaglia di maggior prestigio, conquistando il titolo dei 10000 m ai Mondiali di Taegu.

## Biografia
Nato nell'ex-provincia di Bale in Etiopia, di fede musulmana, venne attratto dall'idea di diventare un atleta professionista vedendo, in televisione, il suo connazionale Haile Gebrselassie battere Paul Tergat vincendo i Giochi olimpici di Sidney.
Iniziò a gareggiare in competizioni internazionali all'età di 16 anni nei 3000 m, vincendo la medaglia d'argento ai Mondiali allievi del 2005 dietro il connazionale Abreham Cherkos. Nel mese di novembre dello stesso anno gareggiò nella Great Ethiopian Run finendo quarto nei 10 km su strada con il tempo di 28'45"99.
L'anno seguente ottenne il quinto posto nella categoria juniores ai Campionati mondiali di cross, consentendo alla squadra etiope, capitanata da Tariku Bekele, di vincere la medaglia d'argento. Vinse poi il titolo nazionale sui 10000 m battendo Tadese Tola, e quindi la medaglia d'oro ai Campionati mondiali juniores di atletica leggera. Prese parte ai 10000 m al Memorial Van Damme di Bruxelles dove si piazzò al quarto posto fra un campo di partenti di grande nome.
Nel gennaio 2007, contribuì con la sua società (Muger Cement Sports Club) ad ottenere il secondo posto nel Campionato etiope di staffetta di maratona, andando poi a vincere il Cross de San Sebastián in Spagna.
A fronte di questi successi, la stagione 2007 fu pressoché fallimentare. Si ritirò nella gara dei Campionati mondiali juniores di corsa campestre a Mombasa, affermando "il caldo e la pesantezza dell'aria mi hanno soffocato". Perse anche il suo titolo nazionale, fallendo l'entrata fra i primi tre atleti alle selezioni dei Campionati etiopi. I suoi tempi erano modesti ed il suo risultato al Golden Gala fu di dieci secondi più elevato di quello fatto registrare nella stagione precedente mentre nei 10000 m ai FBK Games si classificò al 17º posto con un tempo maggiore di 45 secondi rispetto al suo record.
Il 2008 lo vide tornare in buona forma vincendo i campionati nazionali juniores di corsa campestre; rispetto ai risultati negativi conseguiti l'anno precedente disse "ho avuto dei problemi personali dei quali non voglio parlare. I problemi esistono ancora ma spero di poterli superare presto". Ai Campionati mondiali di corsa campestre fece dimenticare il risultato negativo dell'anno precedente divenendo campione juniores a seguito dell'impiego di una tattica di corsa e di un finale molto veloce; ciò consentì un enplein della squadra etiope ai Campionati. Il ritiro di Kenenisa Bekele ai Campionati africani del 2008 lasciò scoperto un posto che venne coperto da Ibrahim. Egli fece parte del terzetto di atleti etiopi, vincendo l'argento dietro Gebregziabher Gebremariam.
Continuò bene la stagione agonistica, ottenendo il quarto posto ai FBK Games giungendo poi secondo al Prefontaine Classic, dietro Kenenisa Bekele che fece corsa solitaria ottenendo il quarto tempo di sempre. Tentò di difendere il suo titolo mondiale juniores sui 10000 m ma dovette cedere ai kenioti Josphat Kipkoech Bett e Titus Mbishei accontentandosi del terzo posto. Vinse il Giro podistico internazionale di Castelbuono in luglio, e chiuse la sua stagione su pista due settimane dopo con un 15º posto al Memorial Van Damme. Corse poi a São Silvestre de Luanda in Angola in dicembre, vincendo a tempo di record la gara di 15 km su strada.
Durante la stagione 2009, nella quale lasciò la categoria juniores, non partecipò alle gare più titolate in campo mondiale. In giugno fu 14º ai FBK Games, ed ottenne 27'22"19 sui 10000 m nel 4º posto ottenuto ad Utrecht due settimane dopo. Ottenne poi un 3º posto al Beach to Beacon 10K nel tempo record personale di 28'20.
Nel 2011 ottiene la sua vittoria più prestigiosa, trionfando ai Mondiali di Taegu sulla distanza dei 10000 m; con il tempo di 27'13"81 precede il britannico Mohamed Farah, giunto secondo in 27'14"07.

## Palmarès
| Anno | Manifestazione      | Sede        | Evento        | Risultato | Prestazione | Note                                     |
| ---- | ------------------- | ----------- | ------------- | --------- | ----------- | ---------------------------------------- |
| 2005 | Mondiali U18        | Marrakech   | 3000 m piani  | Argento   | 8'04"21     | Miglior prestazione personale            |
| 2006 | Mondiali di cross   | Fukuoka     | Corsa U20     | 5º        | 24'04       |                                          |
| 2006 | Mondiali U20        | Pechino     | 10000 m piani | Oro       | 28'53"29    |                                          |
| 2008 | Mondiali di cross   | Edimburgo   | Corsa U20     | Oro       | 22'38       |                                          |
| 2008 | Campionati africani | Addis Abeba | 10000 m piani | Argento   | 28'30"66    |                                          |
| 2008 | Mondiali U20        | Bydgoszcz   | 10000 m piani | Bronzo    | 28'07"98    |                                          |
| 2011 | Mondiali            | Taegu       | 10000 m piani | Oro       | 27'13"81    |                                          |
| 2011 | Giochi panafricani  | Maputo      | 10000 m piani | Oro       | 28'18"22    |                                          |
| 2013 | Mondiali            | Mosca       | 10000 m piani | Argento   | 27'22"23    | Miglior prestazione personale stagionale |

## Altre competizioni internazionali
2005
- 4º alla Addis Abeba Great Ethiopean Run ( Addis Abeba) - 28'46"

2006
- 4º alla Carlsbad 5000 ( Carlsbad) - 13'31"

2008
- Oro al Giro podistico internazionale di Castelbuono ( Castelbuono)
- Oro alla Luanda St. Sylvestre Road Race (15 km) ( Luanda) - 43'38"

2009
- Bronzo alla Utica Boilermaker ( Utica), 15 km - 44'27"
- Bronzo alla Atlanta Peachtree Road Race	( Atlanta) - 28'02"
- 7º alla Carlsbad 5000 ( Carlsbad) - 13'36"

2013
- 11º alla Mezza maratona di Lisbona ( Lisbona) - 1h04'37"
- 12º alla Luanda International Half Marathon ( Luanda) - 1h08'51"
- Bronzo alla Dublin Great Ireland Run ( Dublino) - 29'18"
- 9º alla Carlsbad 5000 ( Carlsbad) - 13'47"

2014
- 10º alla Ras Al Khaimah Half Marathon ( Ras al-Khaima) - 1h01'47"
- 8º alla Mezza maratona di Lisbona ( Lisbona) - 1h04'10"

2016
- 5º al Prefontaine Classic ( Eugene), 10000 m piani - 26'58"75
- Oro al Bauhaus-Galan ( Stoccolma), 5000 m piani - 13'03"22

2018
- 6º al Giro al Sas ( Trento) - 29'20"